# Elecciones presidenciales en Estados Unidos

Gran Sello de los Estados Unidos

El primer martes de noviembre, correspondiente entre los días 3 y 9 de dicho mes, de cada año múltiplo de 4 y, después de 21 meses de campaña, los ciudadanos estadounidenses se disponen a votar por sus candidatos a presidente. Poco tiempo después, en el mes de diciembre, el presidente y el vicepresidente de los Estados Unidos son elegidos por el voto de solo 538 ciudadanos llamados "los electores" del Colegio Electoral.

## El Colegio Electoral
El presidente de los Estados Unidos se elige en una asamblea formada por 538 electores. Esta cifra es igual a la suma de 100 senadores + 435 congresistas + 3 delegados de Washington D. C., que no tienen senadores pero sí delegados. Cada estado contribuye con un bloque de estos delegados o compromisarios, cuyo número es igual a la suma de sus representantes más sus senadores o delegados.
En las papeletas, cada candidato a presidente lleva adjunto el nombre de su vicepresidente y el partido político al que pertenece. Pero estos votos no eligen de momento al presidente, sino que eligen en bloque a los compromisarios de esta opción política que irán después al colegio electoral. Como hay 538 compromisarios en total, un candidato necesita al menos 270 para ser elegido. Lo que se traduce en la mitad de esos 538 o sea 269 + 1 = 270 compromisarios para ser elegido presidente de los Estados Unidos.

## Procedimiento de votación

Votos electorales presidenciales por estado.

Cuando un ciudadano vota por su candidato a presidente, esta persona está votando realmente para instruir al elector de su estado hacia dónde debe ser dirigido su voto en el Colegio Electoral. Por ejemplo, si un ciudadano deposita su papeleta por el candidato del partido republicano, realmente esta persona está ordenando al "elector" de su estado para que vote por ese candidato en la reunión de electores en el colegio electoral, lo mismo en el caso demócrata. O lo que es lo mismo, quien gane el voto popular en un determinado estado, conseguirá el respaldo de "los electores" y, por tanto, los votos estatales a ese candidato y su partido.
De darse el caso de que ninguno de los candidatos obtenga más de 269 votos electorales, la Duodécima Enmienda a la Constitución entra a regir y el Congreso decide quien será el nuevo presidente. La combinación de congresistas de cada estado tiene derecho a un voto por estado y una mayoría simple de estados da un ganador. Esta situación se ha presentado dos veces en la historia norteamericana. La primera se dio en 1801: fue elegido presidente Thomas Jefferson; la segunda se produjo en 1825, cuando fue elegido presidente John Quincy Adams.
Cabe destacar que el día de las elecciones, al ocultarse el sol en California, alguna corporación de televisión ya ha declarado a un candidato ganador, a medianoche ya ha proclamado su victoria y el perdedor ha concedido su derrota. Pero no será hasta el primer lunes, después del segundo miércoles de diciembre, cuando los electores del Colegio Electoral se reúnan en sus respectivas capitales de estado y emitan sus votos. Solo entonces comenzará la legislatura de los nuevos presidente y vicepresidente. Esta demora entre la fecha de las elecciones y las reuniones del Colegio Electoral existe desde los años 1800, cuando tomaba más tiempo contar el voto popular y también demoraban más los electores en llegar a la capital del estado. Hoy en día ese tiempo se utiliza para presentar una reclamación por violación del código electoral, si la hubiera, y para reconteos de votos.

## Críticas
Los críticos del sistema de votos electorales enfatizan el hecho de que un candidato a presidente, aún perdiendo las elecciones populares, puede obtener 270 votos y, por tanto, convertirse en presidente por el Colegio Electoral. Teóricamente, un candidato puede perder en 39 estados, en los que no obtenga ni un solo voto de los ciudadanos, y sin embargo, puede convertirse en el presidente al ganar el voto popular en el Distrito de Columbia y en los siguientes 11 estados:
California: 55
Texas: 38
Nueva York: 29
Florida: 29
Pensilvania: 20
Illinois: 20
Ohio: 18
Míchigan: 16
Georgia: 16
Nueva Jersey: 14
Washington: 12
Distrito de Columbia: 3
Total: 270
Para evitar esta situación, diversos estados se han adherido al pacto interestatal por el voto popular nacional debido al fracaso de múltiples enmiendas constitucionales para cambiar el sistema.

## Casos históricos
Han existido cinco casos en los que un candidato no ha ganado las elecciones populares y se ha convertido en presidente electo:
- En 1824 ningún candidato obtuvo la mayoría absoluta de los votos del colegio electoral por lo que, en virtud de la Duodécima Enmienda, la decisión pasó a la Cámara de Representantes. Ésta otorgó la presidencia a John Quincy Adams, en detrimento del candidato que había ganado tanto el voto popular como el del colegio electoral: el demócrata Andrew Jackson.

- En 1876 el total de votos electorales era de 369, por lo que era necesario obtener 185 para ganar. El candidato republicano, Rutherford B. Hayes, consiguió 4 036 298 votos populares y 185 votos electorales para ganar la presidencia. Su adversario, el demócrata Samuel J. Tilden ganó el voto popular con 4 300 590 votos, pero solo alcanzó 184 votos electorales. Existen serias dudas acerca de la legitimidad del proceso electoral, que muchos consideran que fue un fraude masivo en favor del republicano Hayes, dado el estado de relativa excepción en el que vivían los estados sureños, que habían formado parte de los Estados Confederados, donde los blancos, inactivos políticamente en los años anteriores, decidieron tomar parte en las elecciones (al tener Tilden, un candidato demócrata, claras posibilidades de ganar), y los negros eran llevados a votar en masa por los republicanos.

- En 1888, el total de votos electorales era de 401, por lo que era necesario obtener 201 para ganar. El candidato republicano, Benjamin Harrison, consiguió 5 439 853 votos populares y 233 votos electorales, y fue elegido presidente. Su adversario, el demócrata Grover Cleveland, se llevó el voto popular con 5 540 309 sufragios, pero solo obtuvo 168 votos electorales. En este caso no existió la menor duda sobre la legitimidad de la victoria.

- En 2000, el total de votos electorales era de 538, por tanto era necesario obtener 270 para ganar. El candidato republicano, George W. Bush, alcanzó los 50 456 002 votos populares y 271 votos electorales, suficientes para ganar la presidencia. El demócrata, Al Gore, obtuvo el favor popular, 50 999 897 votos, pero obtuvo solo 266 votos electorales. En estas elecciones, la disputa se centró en el estado de Florida. En la misma jornada de los comicios, Al Gore, que previamente había reconocido su derrota y había llamado al candidato republicano para felicitarlo, rectificó al conocer nuevos datos y se adjudicó los votos electorales de dicho estado. En aquel momento, gobernaba Florida Jeb Bush, el hermano del candidato republicano. Asimismo, decidió sobre la cuestión una Corte Suprema mayoritariamente conservadora.

- En 2016, el total de votos electorales era de 538, por tanto era necesario obtener 270 para ganar. El candidato republicano, Donald Trump, alcanzó los 62 662 985 votos populares y 306 votos electorales, suficientes para ganar la presidencia. La demócrata, Hillary Clinton, obtuvo el favor popular, 65 180 245 votos, pero solo obtuvo 232 votos electorales.

## Lista de presidentes de los Estados Unidos
| Orden | Presidente             | Inicio de mandato                         | Fin del mandato          |
| ----- | ---------------------- | ----------------------------------------- | ------------------------ |
| 1     | George Washington      | 30 de abril de 1789                       | 4 de marzo de 1797       |
| 2     | John Adams             | 4 de marzo de 1797                        | 4 de marzo de 1801       |
| 3     | Thomas Jefferson       | 4 de marzo de 1801                        | 4 de marzo de 1809       |
| 4     | James Madison          | 4 de marzo de 1809                        | 4 de marzo de 1817       |
| 5     | James Monroe           | 4 de marzo de 1817                        | 4 de marzo de 1825       |
| 6     | John Quincy Adams      | 4 de marzo de 1825                        | 4 de marzo de 1829       |
| 7     | Andrew Jackson         | 4 de marzo de 1829                        | 4 de marzo de 1837       |
| 8     | Martin Van Buren       | 4 de marzo de 1837                        | 4 de marzo de 1841       |
| 9     | William Henry Harrison | 4 de marzo de 1841                        | 4 de abril de 1841       |
| 10    | John Tyler             | 4 de abril de 1841                        | 4 de marzo de 1845       |
| 11    | James K. Polk          | 4 de marzo de 1845                        | 4 de marzo de 1849       |
| 12    | Zachary Taylor         | 4 de marzo de 1849                        | 9 de julio de 1850       |
| 13    | Millard Fillmore       | 9 de julio de 1850                        | 4 de marzo de 1853       |
| 14    | Franklin Pierce        | 4 de marzo de 1853                        | 4 de marzo de 1857       |
| 15    | James Buchanan         | 4 de marzo de 1857                        | 4 de marzo de 1861       |
| 16    | Abraham Lincoln        | 4 de marzo de 1861                        | 15 de abril de 1865      |
| 17    | Andrew Johnson         | 15 de abril de 1865                       | 4 de marzo de 1869       |
| 18    | Ulysses S. Grant       | 4 de marzo de 1869                        | 4 de marzo de 1877       |
| 19    | Rutherford B. Hayes    | 4 de marzo de 1877                        | 4 de marzo de 1881       |
| 20    | James A. Garfield      | 4 de marzo de 1881                        | 19 de septiembre de 1881 |
| 21    | Chester A. Arthur      | 19 de septiembre de 1881                  | 4 de marzo de 1885       |
| 22    | Grover Cleveland       | 4 de marzo de 1885                        | 4 de marzo de 1889       |
| 23    | Benjamin Harrison      | 4 de marzo de 1889                        | 4 de marzo de 1893       |
| 24    | Grover Cleveland       | 4 de marzo de 1893                        | 4 de marzo de 1897       |
| 25    | William McKinley       | 4 de marzo de 1897                        | 14 de septiembre de 1901 |
| 26    | Theodore Roosevelt     | 14 de septiembre de 1901                  | 4 de marzo de 1909       |
| 27    | William Howard Taft    | 4 de marzo de 1909                        | 4 de marzo de 1913       |
| 28    | Woodrow Wilson         | 4 de marzo de 1913                        | 4 de marzo de 1921       |
| 29    | Warren G. Harding      | 4 de marzo de 1921                        | 2 de agosto de 1923      |
| 30    | Calvin Coolidge        | 2 de agosto de 1923                       | 4 de marzo de 1929       |
| 31    | Herbert Hoover         | 4 de marzo de 1929                        | 4 de marzo de 1933       |
| 32    | Franklin D. Roosevelt  | 4 de marzo de 1933                        | 12 de abril de 1945      |
| 33    | Harry S. Truman        | 12 de abril de 1945                       | 20 de enero de 1953      |
| 34    | Dwight D. Eisenhower   | 20 de enero de 1953                       | 20 de enero de 1961      |
| 35    | John F. Kennedy        | 20 de enero de 1961                       | 22 de noviembre de 1963  |
| 36    | Lyndon B. Johnson      | 22 de noviembre de 1963                   | 20 de enero de 1969      |
| 37    | Richard Nixon          | 20 de enero de 1969                       | 9 de agosto de 1974      |
| 38    | Gerald Ford            | 9 de agosto de 1974                       | 20 de enero de 1977      |
| 39    | James E. Carter        | 20 de enero de 1977                       | 20 de enero de 1981      |
| 40    | Ronald Reagan          | 20 de enero de 1981                       | 20 de enero de 1989      |
| 41    | George H. W. Bush      | 20 de enero de 1989                       | 20 de enero de 1993      |
| 42    | Bill Clinton           | 20 de enero de 1993                       | 20 de enero de 2001      |
| 43    | George W. Bush         | 20 de enero de 2001                       | 20 de enero de 2009      |
| 44    | Barack Obama           | 20 de enero de 2009                       | 20 de enero de 2017      |
| 45    | Donald Trump           | 20 de enero de 2017                       | 20 de enero de 2021      |
| 46    | Joe Biden              | 20 de enero de 2021                       | 20 de enero de 2025      |
| 47    | Donald Trump           | Presidente desde el (20 de enero de 2025) |                          |